# Лодж, Томас
Томас Лодж (англ. Thomas Lodge, ок. 1558, Лондон — сентябрь 1625, там же) — английский драматург, поэт, писатель, критик и переводчик.

## Биография
Сын лорда-мэра Лондона. Закончил Тринити-колледж в Оксфорде, по образованию врач — изучал медицину в Авиньоне, практиковал в Лондоне. В 1584 году совершил путешествие на Азорские и Канарские острова, в 1591—1593 гг. вместе со знаменитым пиратом и мореплавателем Томасом Кэвендишем — в Бразилию. Есть предположения, что в 1606 году он был вынужден покинуть Англию из-за гонений на католиков, вернулся на родину в 1616. После этого о нём не известно ничего, кроме даты смерти.

## Творчество
Томас Лодж — представитель аристократической, в значительной степени ещё феодально настроенной «университетской» группы в литературе предшекспировской эпохи, один из младших последователей школы Лили. Выступил впервые в печати в 1580 году «Защитой музыки, поэзии и театральных пьес», анонимной полемической брошюрой против пуританина Стивена Госсона, осуждавшего искусства, включая театральное.
Из многочисленных пьес Лоджа интерес представляет трагедия «Бедствия гражданской войны» (1587, опубликованная в 1594), а также сатирическое обозрение «Зеркало Лондона и Англии», написанное совместно с Р. Грином в 1594 году. Фредерик Гард Фли в своей «Хроникальной истории лондонской сцены» (англ. A chronicle history of the London stage, 1559-1642, 1890) называет Лоджа соавтором очень большого количества современных ему пьес, в частности «Генриха VI» Шекспира.
Заслуживают внимания его романы: «Розалинда, золотое наследие Эвфуеса» (1582, Эвфуэс — заглавный герой известного романа Лили) — источник фабулы шекспировской комедии «Как вам это понравится» (около 1600 г.), «Очаровательная история Форбония и Присцирии» (1584), «История Роберта, второго герцога норманнского, прозванного Роберт-Дьявол» (1591) — исторический роман, едва ли не первая прозаическая обработка данной легенды, «Тень Эвфуеса, битва чувств» (1592), ещё один исторический роман «Жизнь и смерть Вильяма Долгобородого» (1593), «Маргарита Американская» (1596) — пасторально-фантастический роман (со вставными стихами) о любви перуанского принца и московской царевны, одно из первых больших произведений европейской литературы о Южной Америке, и др.
Переводил Иосифа Флавия, Сенеку, Дю Бартаса.
Творчество Лоджа характеризуется распадом феодальных форм. Романы его разлагают ставшую уже традиционной форму сентиментальных «Эвфуесов», вводя в ткань книги авантюризм и своеобразный «колониальный» материал (Латинская Америка).

## Список литературы
- Сочинения Лоджа изданы (кроме перев.) в Глазго, 1878—1882.
- Стороженко Н. И., Лили и Марло, СПБ, 1872
- Его же, Роберт Грин, М., 1878;
- О жизни и творчестве Томаса Лоджа, Лейпциг, 1887;
- Булгаков А. С., Театр и театральная общественность Лондона эпохи расцвета торгового капитала, «Academia», Л., 1929;
- Harman E. G., The Counten of Pembrokes Arcadia, with chap. on T. Lodge, 1924.
- Paradise N.B. Thomas Lodge; the history of an Elizabethan [1931]. Hamden: Archon Books, 1970

Статья основана на материалах Литературной энциклопедии 1929—1939.